# Waltz (Michigan)
Pour les articles homonymes, voir Waltz.
Waltz est un secteur non constitué en municipalité, situé dans le township de Huron Charter, dans le comté de Wayne, dans l'État américain du Michigan. Elle est située à environ 40 km au sud-ouest de Détroit. En tant que secteur non constitué en municipalité, Waltz n'a pas de frontières définies ni de statistiques démographiques propres. 

## Histoire
La communauté s'est installée pour la première fois en 1857, lorsque Joseph Waltz père a déménagé sa famille de Detroit sur une parcelle de 65 hectares de terres agricoles. La ferme d'origine était située le long de la route territoriale (aujourd'hui Waltz Road), juste au nord de la limite du comté de Wayne-Monroe. À la mort de l'aîné Waltz en 1865, la propriété a été laissée à sa veuve Mary, qui l'a ensuite cédée à Joseph Waltz Jr. en 1867. En 1872, la région de Waltz a été mise en plan (en), et la communauté s'est ensuite agrandie par plusieurs ajouts. Joseph Waltz, Jr. exploitait un magasin général sur Territorial Road, qui devint plus tard Krzyske Brothers Hardware, toujours en activité aujourd'hui. Waltz a également ouvert un garage et une salle de bières allemandes sur Mineral Springs Avenue et Territorial Road, ce commerce est toujours en activité aujourd'hui sous le nom de Waltz Inn. Joseph Waltz, Jr. a occupé de nombreux postes politiques, dont ceux de greffier et superviseur du canton de Huron, de surintendant des pauvres pour le comté de Wayne et de représentant de l'État. En tant que surintendant des pauvres, il a joué un rôle essentiel dans la création de l'hôpital du comté de Wayne à Eloise et, en tant que représentant de l'État, il a été largement responsable de l'achat du Belle Isle Park de Détroit.
La communauté est située le long du chemin de fer de Flint and Pere Marquette (en) où elle avait son propre dépôt et était un producteur primaire de charbon de bois et de briques[réf. nécessaire]. Parmi les autres entreprises qui ont marqué les débuts de Waltz, on peut citer l'hôtel Waltz, la Waltz Cheese and Molasses Company et la Harbaurer Pickle Company. 
Bien qu'au début de son existence, Waltz a soutenu deux églises, le principal centre d'apprentissage spirituel et religieux a été l'église luthérienne St. John's qui a été fondée dans la communauté en 1857. 
La communauté continue d'exister aujourd'hui, située à la sortie 8 de l'Interstate 275 (Michigan). La communauté est desservie par le Huron School District. Le service postal du bureau de poste de Waltz a cessé en 1954 lorsqu'un nouveau bureau de poste a été ouvert à New Boston en utilisant le code ZIP 48164. 